# 한미 자유 무역 협정 비준 반대 시위
한미 자유 무역 협정 비준 반대 시위 2011년 11월 22일에 한나라당이 주도해 비준한 한미 자유 무역 협정의 무효를 주장하며 시작된 시위이다.